# Hydnophytum longiflorum
Hydnophytum longiflorum är en måreväxtart som beskrevs av Asa Gray. Hydnophytum longiflorum ingår i släktet Hydnophytum och familjen måreväxter. Inga underarter finns listade i Catalogue of Life.